# Martin Deutinger
Martin Deutinger dit Deutinger le Jeune (né le 24 mars 1815 à Langenpreising; † 9 septembre 1864 à Bad Pfäfers en Suisse) est un théologien et penseur catholique bavarois, spécialiste d'Esthétique. Poussé par le souhait d'infuser la foi catholique d'idées nouvelles, Deutinger se démarque des tendances conservatrices de l’Église et de la théologie de son temps, en ouvrant le catholicisme, par la participation aux débats philosophiques contemporains, à un monde en évolution, plutôt que de le confiner à un rituel hiérarchique.

## Biographie
Deutinger effectua ses études secondaires au séminaire catholique de Dillingen (1832) puis suivit à Munich les conférences de Schelling sur l'esthétique (1833). Ordonné prêtre en 1837, il fut professeur de philosophie au lycée de Freising (de) (1841–1846) et obtint de l'université de Munich le titre de privat-docent de philosophie (1847) mais ses prises de position virulentes contre le monarque dans l'affaire Lola Montez le firent reléguer à la campagne de Dillingen an der Donau ; il voyagea donc fréquemment à l'étranger, visitant les trésors des cathédrales de Florence (1845), Düsseldorf (1847), Paris (1850), Milan (1850), Berlin, Dresde et Prague (1853), tirant de ces voyages des clichés photographiques qui sont aujourd'hui parmi les plus anciens de ces villes. Autorisé à retourner dans la capitale bavaroise en 1852, ses prêches et son action sociale n'eurent longtemps que peu d'écho, ce qui tient sans doute à son caractère défiant, jusqu'à ce qu'en 1858 il connaisse le succès en tant que curé de l'église Saint-Louis de Munich ; ce n'est pourtant qu'en 1863, l'année précédant sa mort, qu'il bénéficia d'une pluie de reconnaissance officielles : l'université de Fribourg lui octroya le titre de docteur honoris causa de philosophie ; l'archevêché approuva son pamphlet contre Ernest Renan et il fut enfin invité au synode des clercs de Munich, cycle de réunions initiées par son ami Ignaz von Döllinger.

## Sa pensée
Martin Deutinger a cherché détacher la pensée catholique des tendances idéalistes  et du Romantisme ambiants. Il était pour le reste en accord avec le romantisme de Joseph von Eichendorff. La connaissance intime qu'avait Deutinger de la philosophie antique, son ralliement à un courant particulier de la scolastique tardive (celui du lulliste Raymond Sebond : la volonté prime sur l'intellect), son action dans les débats autour de la philosophie idéaliste, dont il reprend la thèse subjectiviste, tout cela a suscité une bouillonnement d'idées qui revivifiait la foi en réaction aux critiques intransigeantes de ses contemporains. De ce point de vue, la tentative de Deutinger, consistant à bâtir une philosophie chrétienne par prise de position dans les débats d'idée contemporains, constitue une tentative intéressante de dépasser une catholicité rétrograde.
L'inspiration, effort spirituel de purification et d'intériorisation, constitue pour Deutinger la catégorie fondamentale du goût (au sens philosophique) ; il se démarque par là de la phénoménologie du sentiment d'un Schleiermacher. Le sentiment émerge plutôt comme un levier anthropologique de l'inspiration et de la spiritualisation de la volonté. L'inspiration chez Sebond n'est pas tant la manifestation d'un élan ou d'une volonté, que la continuité d'un projet qui va du Livre de Vie (liber vivus, la Genèse), à l'Apocalypse (liber revelationis) ; mais chez Deutinger, celle-ci est amorce d'une philosophie du sujet, comme transformation (objective) de la conscience subjective, par commerce entre intériorité et expérience de création. Elle montre que l'intention divine se reflète dans l'Homme qui n'est, dans la création artistique, qu'un instrument divin. La triade kantienne : connaissance, devoir moral et espérance, se traduit dans une perspective théologique chez Deutinger en pensée, pouvoir et action (connaissance, art et morale).
Création et révélation constituent l'art comme cheminement depuis l’esthétique de la création au moyen de l'èthos de la révélation. Autrement dit : l'élan créateur de l'Homme s'accomplit par le mystère de l'amour divin. Téléologie et gradualisme scolastique se combinent ici dans un processus qui habite le sujet. La révélation naturelle de la Création s'accomplit par un élan propre au sujet qui s'éveille au Beau ; cette découverte de l'Être caché derrière les phénomènes correspond à la révélation au sens du salut de l'âme. L'existence de la vie et de l'art sont indissociables. Comme Hegel et Schelling, Deutinger a cherché à réinterpréter l’œuvre de Nicolas de Cues : l'union intime entre art et morale repose sur une conception de la vita activa comme quête de sens.

## Écrits

### Publications en recueil

#### Comme auteur
- Das Verhältnis der Kunst zum Christentum. Programme d'étude pour le lycée de Freysing (1843).
- Grundlinien einer positiven Philosophie als vorläufiger Versuch einer Zurückführung aller Theile der Philosophie auf christliche Principien. (6 vol.) Manz, Ratisbonne (1843–1853).
- Bilder des Geistes in Kunst und Natur, 3 vol., Augsbourg 1850 etc.

1. tome 1: Aus freier Hand gezeichnet auf einer Reise nach Florenz im Jahre 1845. Kremer, Augsbourg (1846).
2. tome 2: Gezeichnet auf einer Reise an den Rhein 1847. Schmidt, Augsbourg (1849).
3. tome 3: Gezeichnet auf einer Reise nach Paris im Jahre 1850. Manz, Ratisbonne (1851).

- Das Princip der neueren Philosophie und die christliche Wissenschaft. Manz, Ratisbonne (1857).
- Renan und das Wunder. Ein Beitrag zur christlichen Apologetik. Cotta, Munich (1864).
- Der gegenwärtige Zustand der deutschen Philosophie. Lentner, Munich 1866.
- Bilder des Geistes in den Werken der Kunst. Ed. par Lorenz Kastner. Lindauer, Munich (1866).
- Die christliche Ethik nach dem Apostel Johannes. Hrsg. von Lorenz Kastner. Coppenrath, Ratisbonne 1867.
- Über das Verhältnis der Poesie zur Religion. Ed. Karl Muth. Kösel, Kempten/Munich 1915.

#### Comme éditeur
- Siloah. Zeitschrift für religiösen Fortschritt inner der Kirche, vol. 1/2, Augsbourg 1850f

### Contributeur à des recueils
- Das Verhältnis der Freiheit der Wissenschaft zur kirchlichen Autorität, in: Pius Bonifacius Gams (éd.), Verhandlungen der Versammlung katholischer Gelehrter in München vom 28. Sept. bis 1. Okt. 1863, Ratisbonne 1863

### Editorialiste
- Besondere Antworten auf eine allgemeine Frage, oder: Über die wahrscheinliche Zukunft der Philosophie und ihr Verhältnis zum Christentum und zur Theologie, in: HPBl (de) 19 (1841) 333–353.
- Über das Verhältnis des hermesischen Systems zur christlichen Wissenschaft, in: HPBl 19 (1841) 658–680.
- Christentum und Humanismus I: Schein und Wesen der menschlichen Bildung, in: HPBl 31 (1853) 133–152
- Franz von Baaders Verhältnis zur Wissenschaft und zur Kirche, in: HPBl 35 (1857) 85–105.165–178
- Beitrag zur Lösung der Streitfrage über das Verhältnis der Philosophie und Theologie, in: Sonderdruck der Augsburger Postzeitung 1861.

## Voir également
- (de) « Publications de et sur Martin Deutinger », dans le catalogue en ligne de la Bibliothèque nationale allemande (DNB).

- (de) Cet article est partiellement ou en totalité issu de l’article de Wikipédia en allemand intitulé « Martin Deutinger » (voir la liste des auteurs).